# The Initiative
The Initiative était une société de développement de jeux vidéo basée à Santa Monica, en Californie. La société fait partie des Xbox Game Studios et a été fondée en 2018 pour construire des jeux «AAAA» pour les consoles Xbox et Windows. La société travaille jusqu'à la fermeture du studio sur un nouvel opus de la série Perfect Dark. Le studio est fermé en 2025. 

## Historique
Lors de l'E3 2018, le responsable des Xbox Game Studios a annoncé la création de The Initiative, une nouvelle entreprise de développement de jeux vidéo interne,  dirigée par Darrell Gallagher, qui avait auparavant occupé le poste de responsable du studio Crystal Dynamics. Il s'agit du premier studio de développement de jeux Microsoft situé à Santa Monica. L'objectif du studio est de créer et de produire des titres à gros budget (décrits par Xbox comme des jeux «quadruple A»). En plus de Gallagher, le studio a recruté plusieurs vétérans du domaine, dont Christian Cantamessa (scénariste de Red Dead Redemption) et Brian Westergaard (producteur principal de God of War), ainsi que des talents de BioWare, Naughty Dog, Respawn Entertainment, Santa Monica Studio, Blizzard Entertainment, Insomniac Games et Rockstar Games,,,.
Lors des Game Awards 2020, il a été révélé que le studio travaillait sur un reboot de Perfect Dark.
En juillet 2025, dans le cadre d'une vague de licenciement chez Microsoft, le studio est fermé et le développement de Perfect Dark est annulé.

## Jeu annulé
| Titre        | Année  | Plateforme                     |
| ------------ | ------ | ------------------------------ |
| Perfect Dark | Annulé | Microsoft Windows, Xbox Series |